# Howard Flairsou
Howard Flairsou (Howard Rockerduck en VO) est un personnage de l'univers des canards de Disney. Inventé par Don Rosa, ce personnage apparaît dans deux épisodes de La Jeunesse de Picsou : Canards, Centimes et Destinée ! et L'Aventurier de la colline de cuivre. Il est le père de Crésus Flairsou.

## Le passé du personnage
Ancien prospecteur, Howard Flairsou a fait fortune lors de la ruée vers l'or de Californie. Bien que son ascendance ne soit pas connue, ses manières, son caractère désabusé et son relativisme face à l'argent gagné trop facilement incitent à penser qu'il serait né au sein d'une famille pauvre et qu'il se serait par la suite enrichi du fait de son travail de mineur (ce qu'il confirme en se qualifiant lui-même « d'ancien gueux »). L'épisode L'Aventurier de la colline de cuivre suggère fortement qu'une fois devenu riche, Howard s'est mis à fréquenter la « haute société », au sein de laquelle il aurait trouvé son épouse. Le peu d'affection et d'intérêt que cette dernière lui manifeste peut laisser penser que ce mariage n'était avant tout qu'une affaire d'argent.
Sa première apparition dans La Jeunesse de Picsou le décrit comme un quadragénaire, ce qui place sa naissance entre 1830 et 1840.

## Howard Flairsou dansLa Jeunesse de Picsou
Howard Flairsou apparaît, chronologiquement, pour la première fois dans l'épisode 0 de La Jeunesse de Picsou, se passant en 1877. Il est alors dépeint comme un millionnaire américain, de passage à Glasgow afin de trouver une épouse en Écosse. À cette occasion, il partage son fiacre avec Miss Tick, venue du futur afin de s'emparer du sou-fétiche de Picsou avant même qu'il ne le gagne. Croisant quelques enfants des rues, Flairsou leur jette une poignée de pièces. L'une d'entre elles est ramassée par Matilda Picsou et deviendra le futur premier sou gagné par Balthazar Picsou, en dépit des efforts de Miss Tick pour le récupérer.
Lors de cet épisode, Howard apparaît comme un homme élégant, raffiné, et très au fait des bonnes manières. Cependant, confronté à la rudesse des femmes « écossaises » (du moins le croit-il, puisqu'il s'agit en réalité de Miss Tick), il décide de repartir, toujours célibataire, en Amérique.
Il apparaîtra à nouveau dans L'Aventurier de la colline de cuivre, épisode se déroulant aux alentours de 1885. Marié et père de famille, Howard se prend de sympathie pour le jeune Balthazar Picsou, et, en dépit des admonestations de son épouse et de son fils, il aide Picsou à acquérir les rudiments du métier de prospecteur et lui cède - toujours indirectement - la mine d'Anaconda dont il était jusqu'alors le copropriétaire avec Marcus Daly (arguant en cela que « ça [l']amuse de faire un trou dans l'héritage de [son] fils »). Les relations entre le père et son rejeton sont d'ailleurs décrites comme loin d'être au beau fixe. Élevé, manifestement, par sa mère, le jeune Crésus est un enfant gâté et capricieux qui reproche à son père de « fréquenter un pauvre », ce qui peut le « contaminer ». Lorsqu'il objurgue, Howard Flairsou se voit réprimandé par son épouse qui l'accuse de « traumatiser » son enfant. À la fin de l'épisode, il semble souhaiter reprendre sa progéniture en main, puisqu'il fait l'acquisition d'un fouet dans le but de « parfaire » l'éducation de son fils... en envoyant ce dernier l'acheter lui-même.
À l'occasion de cet épisode, Howard Flairsou est présenté comme désabusé de sa vie de milliardaire et semblant même regretter d'avoir aidé Picsou à s'enrichir lorsqu'il constate l'amour pour l'argent que manifeste ce dernier. L'ironie de la situation étant que par deux fois, Howard Flairsou contribue de manière significative à l'édification de la fortune de celui qui deviendra l'adversaire récurrent de son fils.

## Citations
- « Parce que tu es riche, maintenant tu auras leur respect, mais plus leur amitié ! »
- « Avant, j'étais pauvre, comme ces gamins. Je me suis promis de ne jamais l'oublier ! »

## Anecdotes
Le personnage de Crésus Flairsou n'apparaissant que peu dans les histoires écrites et dessinées par des auteurs américains, la présence de son père (et la responsabilité de ce dernier dans l'acquisition de la fortune de Picsou) est un clin d'œil de Don Rosa aux auteurs italiens, qui utilisèrent davantage Crésus Flairsou. À cette occasion, la famille Flairsou semble bien plus impliquée dans le passé de Picsou que son autre ennemi récurrent, Archibald Gripsou, qui n'y apparaît qu'une seule fois.